# VShojo
VShojo, Inc. war eine im November des Jahres 2020 gegründete US-amerikanische Talentagentur mit Sitz in San Francisco, Kalifornien, welches sich auf die Vermarktung von virtuellen YouTubern (VTuber) spezialisiert hat.
Das Unternehmen ist somit eine der ersten Agenturen für virtuelle Webvideoproduzenten außerhalb Japans. Im Juli 2025 kündigte die bei der Agentur unter Vertrag stehende Webvideoproduzentin Ironmouse an, das Unternehmen zu verlassen, nachdem diese VShojo beschuldigte, über einen längeren Zeitraum sämtliche Streamingeinnahmen zurückgehalten zu haben, darunter 500.000 USD die im Rahmen einer Spendenaktion gesammelt worden waren. Infolgedessen kündigten alle unter Vertrag stehenden Talente ihre Zusammenarbeit mit VShojo auf.
Am 24. Juli 2025 wurde bekanntgegeben, dass das Unternehmen seine Aktivitäten einstellen werde. VShojo zählte im Jahr 2024 noch als eine der drei größten Talentagenturen für VTuber, neben Hololive Production und Nijisanji.

## Geschichte
Gegründet wurde VShojo am 24. November 2020 im kalifornischen San Francisco von CEO Justin Ignacio, welcher auch an der Gründung der Streamingplattform Twitch involviert war, dem CTO Phillip Fortunat, ein Webvideoproduzent und COO Daniel Sanders, einem ehemaligen Rechtsanwalt für Digitale Medien mit dem Ziel englischsprachige virtuelle YouTuber zu stärken und zu vermarkten. VShojo zählt somit zu einen der ersten Talentagenturen in dieser Sparte in den Vereinigten Staaten und der westlichen Hemisphäre.
Im Oktober 2021 erreichten Ironmouse und Veibae, die zu diesem Zeitpunkt bei VShojo unter Vertrag standen, erstmals die Top-10 der meistgestreamten weiblichen Webvideoproduzenten auf Twitch gemessen an den Gesamtstunden. Ironmouse war zeitweise mit über einer Millionen Followern und 75.000 Abonnenten, die meistabonnierte Streamerin auf Twitch. Im März 2022 sammelte VShojo in einer von Anthos Capital angeführten Finanzierungsrunde rund elf Millionen USD mit dem Ziel, die Zusammenarbeit mit Anime- und Spielemessen im Hinblick auf Inhalte und Auftritte seiner Talente, Ignacios eigenem „IRL-Backpack“-Projekt für Videostreaming und einer Kooperation mit der Mental-Health-Organisation „Rise Above the Disorder“ auszuweiten. Im Juli gleichen Jahres kündigte VShojo auf der Anime Expo die Gründung des japanischen Zweiges VShojo Japan an, mit Kson und Amemiya Nazuna als erste unter Vertrag genommenen Talente.
Im April 2023 gaben Veibae und Silvervale bekannt, ihre Verträge bei VShojo nicht zu verlängern; etwas später folgte Nyanners. In beiden Fällen behielten die Webvideoproduzenten die Rechte an den Charakteren und anderen Massen, die während ihrer Zeit bei VShojo zustande gekommen waren. Im Mai 2023 debütierte Henya the Genius für VShojo Japan. Im September des gleichen Jahres wurde GEEGA unter Vertrag genommen. Am Ende des Monats debütierte mit Kuro Kurenai der erste männliche virtuelle Webvideoproduzent bei VShojo. Am 29. Dezember 2023 wurde bekanntgegeben, dass Amemiya Nazuna im beidseitigen Einvernehmen ihren Vertrag bei VShojo zum Jahreswechsel auflöse, wobei sie sämtliche Rechte an ihrem Charakter behalte. Im November 2024 startete VShojo NOVA, die erste Generation japanischer VTuber unter der Agentur mit Akatsuki Hotaru, Hestia Happiness, Okamoto Nagi und Yutori Peke als erste Content-Creators. Die Mitglieder wurden in einer Reihe von Tweets von VShojo und VShojo Japan angeteasert.
Im Januar 2025 unterschrieb die Sängerin, Webvideoproduzentin und Synchronsprecherin AmaLee einen Vertrag bei VShojo. In den folgenden Monaten gaben mehrere Talente bekannt, ihre Verträge bei VShojo aufzulösen. Zudem trat im Mai 2025 Co-Gründer Fortunat zurück. Am 5. Juli 2025 gab VShojo NOVA bekannt, in Zusammenarbeit mit Universal Music Japan das Label UNVOLT gestartet zu haben und veröffentlichten am gleichen Tag ihre Debütsingle Starry Connection.

### Ironmouse-Kontroverse
Am 21. Juli 2025 kündigte Ironmouse an, ihren Vertrag bei VShojo mit sofortiger Wirkung aufzulösen und beschuldigte das Unternehmen Streamingerlöse von Twitch, darunter eine halbe Millionen US-Dollar an Spenden für die Immune Deficiency Foundation, seit mehr als einem Jahr einbehalten zu haben. Nachdem sie sich von der Agentur trennte, folgten mit Kuro Kurenai, Apricot, Henya, Hime Hajime, AmaLee und Michi Mochievee dem Beispiel und bekundeten Unterstützung für Ironmouse, ebenso wie frühere VShojo-Talente. Kson stellte die Handlungen der Agentur in einem Stream infrage und forderte eine Erklärung. Später gab sie an, eine Privatnachricht erhalten zu haben, allerdings nicht von der Person von der sie eine Erklärung erwartete.
Kson berichtete, dass das Unternehmen sie seit September des vergangenen Jahres nicht mehr bezahlt habe. Sie gab bekannt, dass ihr Vertrag ursprünglich zum 31. Juli 2025 aufgelöst werden sollte; Kson zog aber eine öffentliche Vertragsauflösung in einem Videoanruf mit dem japanischen CEO des Unternehmens vor. Kurz darauf gaben Kuro Kurenai und Projekt Melody ebenfalls preis, die Agentur verlassen wollen. Ersterer hatte bereits einen Auflösungsvertrag für den 11. Juli 2025 eingereicht. In einem Stream erklärte Michi Mochievee, dass VShojo auch ihr Geld schulde. Auch AmaLee, Hime Hajime und Haruka Karibu lösten ihre Verträge mit sofortiger Wirkung auf. Auch Veibae und Silvervale, die VShojo bereits im Jahr 2023 verließen, erklärten in eigenen Statements, dass sie ähnliche Erfahrungen mit VShojo gemacht hätten.
Am 23. Juli 2025 gab Henya the Genius in einem YouTube-Video ihre sofortige Vertragsauflösung bekannt. Die Mitglieder von NOVA folgten in mehreren Social-Media-Postings, in der sie über ihre sofortige Trennung bzw. von ihrer Vertragskündigung informierten. Sie befinden sich mit dem Management in Kontakt bezüglich der Zukunft von NOVA. Durch die Trennung von NOVA besitzt der japanische Zweig kein aktives Talent mehr. PiaPi, die ein Casting von VShojo gewonnen hatte, erklärte in einem Statement, sich nach Bekanntwerden der Kontroverse gegen eine Vertragsunterzeichnung bei VShojo entschieden zu haben. Andere etabliertere virtuelle Content-Creator lehnten eine Unterschrift bei der Agentur ab, da die Verträge diese schlechter stellen würden. Eine andere YouTuberin schrieb, dass sie im Nachhinein froh ist, dass die Agentur ihren Vertrag aufgelöst hatte, bevor ihr Engagement bei VShojo überhaupt angekündigt wurde.
Ironmouse kündigte zwischenzeitlich an, eine Klage wegen Veruntreuung gegen VShojo vorbereitet und eingereicht zu haben und rief Musiker und Künstler auf, die über VShojo mit ihr gearbeitet haben, sich bei ihr zu melden. Am 24. Juli 2025 gab Gründer Justin Ignacio eine Erklärung ab, in der die sofortige Beendigung aller Aktivitäten des Unternehmens und dessen Schließung publik gemacht wurde. Dabei ging er nicht auf die erhobenen Anschuldigungen ein, was von einigen Content-Creatoren und Fans kritisiert wurde.

## Talente

### Ehemalige
| Name               | Zweig         | VTuber-Debüt  | Bei VShojo (Von/Bis)        | Ref.                 |
| ------------------ | ------------- | ------------- | --------------------------- | -------------------- |
| Akatsuki Hotaru a  | NOVA ( Japan) | 22. Nov. 2024 | 22. Nov. 2024–23. Juli 2025 | [ 16 ] [ 23 ] [ 27 ] |
| AmaLee (Monarch)   | English       | 11. Dez. 2021 | 26. Jan. 2025–22. Juli 2025 | [ 16 ] [ 23 ] [ 27 ] |
| Apricot (Froot)    | English       | 27. Nov. 2020 | 27. Nov. 2020–23. Juli 2025 | [ 16 ] [ 23 ] [ 27 ] |
| Amemiya Nazuna b   | Japan         | 26. Juli 2022 | 26. Juli 2022–31. Dez. 2023 | [ 16 ] [ 23 ] [ 27 ] |
| GEEGA              | English       | 16. Feb. 2021 | 02. Sep. 2023–27. Juni 2025 | [ 16 ] [ 23 ] [ 27 ] |
| Haruka Karibu      | English       | 08. Mai 2020  | 03. Dez. 2022–22. Juli 2025 | [ 16 ] [ 23 ] [ 27 ] |
| Henya the Genius c | Japan         | 13. Mai 2023  | 13. Mai 2023–23. Juli 2025  | [ 16 ] [ 23 ] [ 27 ] |
| Hestia Happiness d | NOVA ( Japan) | 15. Juli 2023 | 22. Nov. 2024–23. Juli 2025 | [ 16 ] [ 23 ] [ 27 ] |
| Hime Hajime        | English       | 30. Jan. 2021 | 30. Jan. 2021–22. Juli 2025 | [ 16 ] [ 23 ] [ 27 ] |
| Ironmouse          | English       | 05. Aug. 2017 | 24. Nov. 2020–21. Juli 2025 | [ 16 ] [ 23 ] [ 27 ] |
| Kson               | Japan         | 01. Mai 2016  | 16. Juli 2022–22. Juli 2025 | [ 16 ] [ 23 ] [ 27 ] |
| Kuro Kurenai       | English       | 30. Sep. 2023 | 30. Sep. 2023–22. Juli 2025 | [ 16 ] [ 23 ] [ 27 ] |
| Matara Kan         | English       | 15. Okt. 2023 | 15. Okt. 2023–05. Mai 2025  | [ 16 ] [ 23 ] [ 27 ] |
| Michi Mochievee    | English       | 20. Apr. 2024 | 20. Apr. 2024–22. Juli 2025 | [ 16 ] [ 23 ] [ 27 ] |
| Nyatasha Nyanners  | English       | 17. Juli 2020 | 24. Nov. 2020–30. Apr. 2023 | [ 16 ] [ 23 ] [ 27 ] |
| Okamoto Nagi e     | NOVA ( Japan) | 23. Nov. 2024 | 23. Nov. 2024–23. Juli 2025 | [ 16 ] [ 23 ] [ 27 ] |
| Projekt Melody     | English       | 27. Dez. 2019 | 24. Nov. 2020–22. Juli 2025 | [ 16 ] [ 23 ] [ 27 ] |
| Silvervale         | English       | 30. Juli 2019 | 24. Nov. 2020–26. Apr. 2023 | [ 16 ] [ 23 ] [ 27 ] |
| Veibae             | English       | 12. Apr. 2020 | 24. Nov. 2020–26. Apr. 2023 | [ 16 ] [ 23 ] [ 27 ] |
| Yutori Peke f      | NOVA ( Japan) | 23. Nov. 2024 | 23. Nov. 2024–23. Juli 2025 | [ 16 ] [ 23 ] [ 27 ] |
| Zentreya           | English       | 26. Nov. 2017 | 24. Nov. 2020–11. Juli 2025 | [ 16 ] [ 23 ] [ 27 ] |

## Auszeichnungen und Nominierungen
Im Jahr 2023 erhielt VShojo eine Nominierung als Bestes Content-Unternehmen bei den Streamer Awards. Im gleichen Jahr erhielt die Agentur bei den Vtuber Awards. Auch bei den Streamer Awards und den Vtuber Awards 2024 erhielt VShojo eine Nominierung.